# Bergbaulehrpfad am Heidelsberg

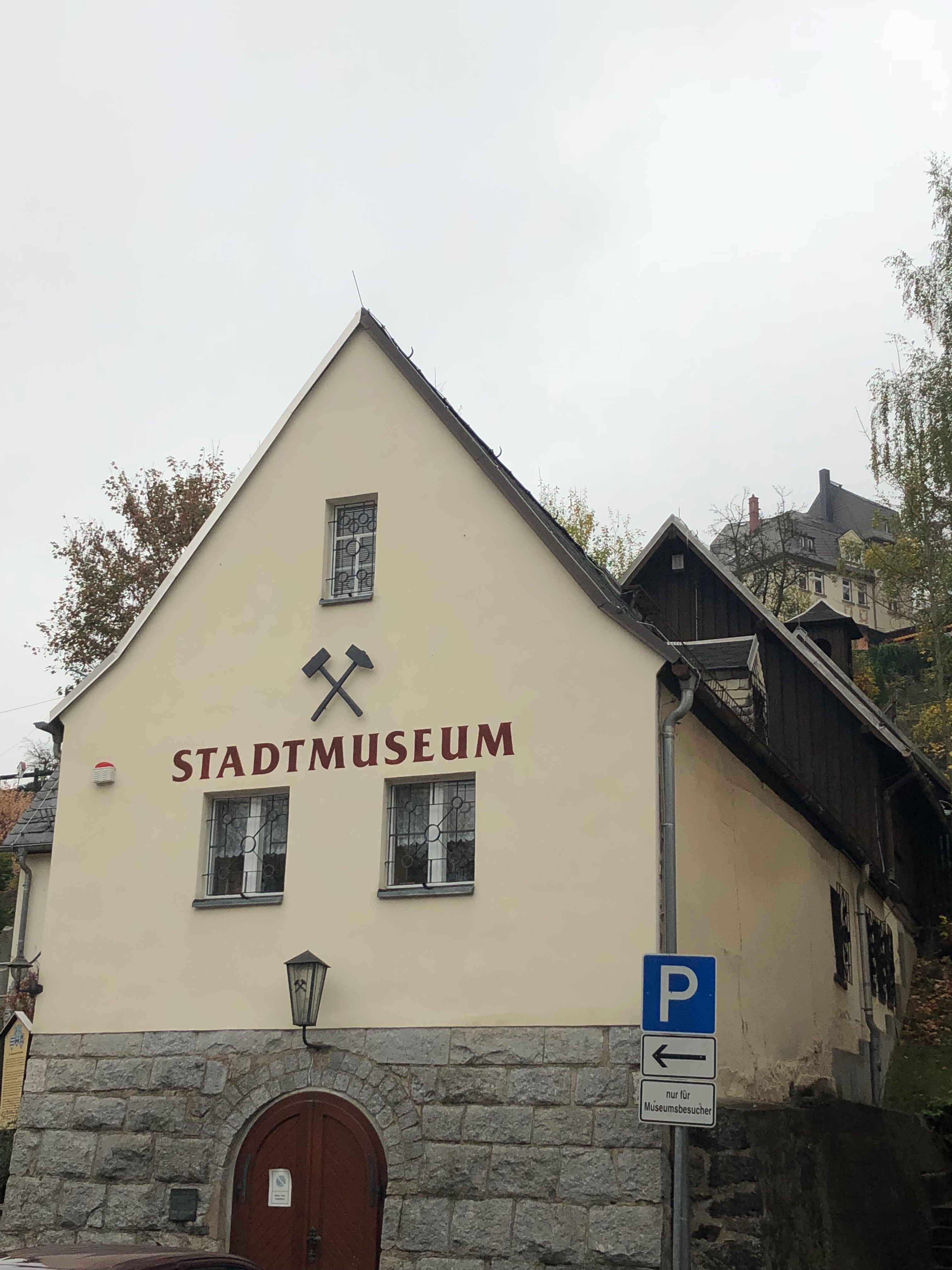
Stadtmuseum Aue

Der Bergbaulehrpfad am Heidelsberg ist ein Bergbaulehrpfad in der Großen Kreisstadt Aue-Bad Schlema im sächsischen Erzgebirgskreis. Vom Stadtmuseum führt der Lehrpfad bis zur Weißerdenzeche St. Andreas auf dem Heidelsberg.
Auf 2,4 km erklären Informationstafeln die Bergbaugeschichte der Stadt und des Erzgebirges.

## Verlauf

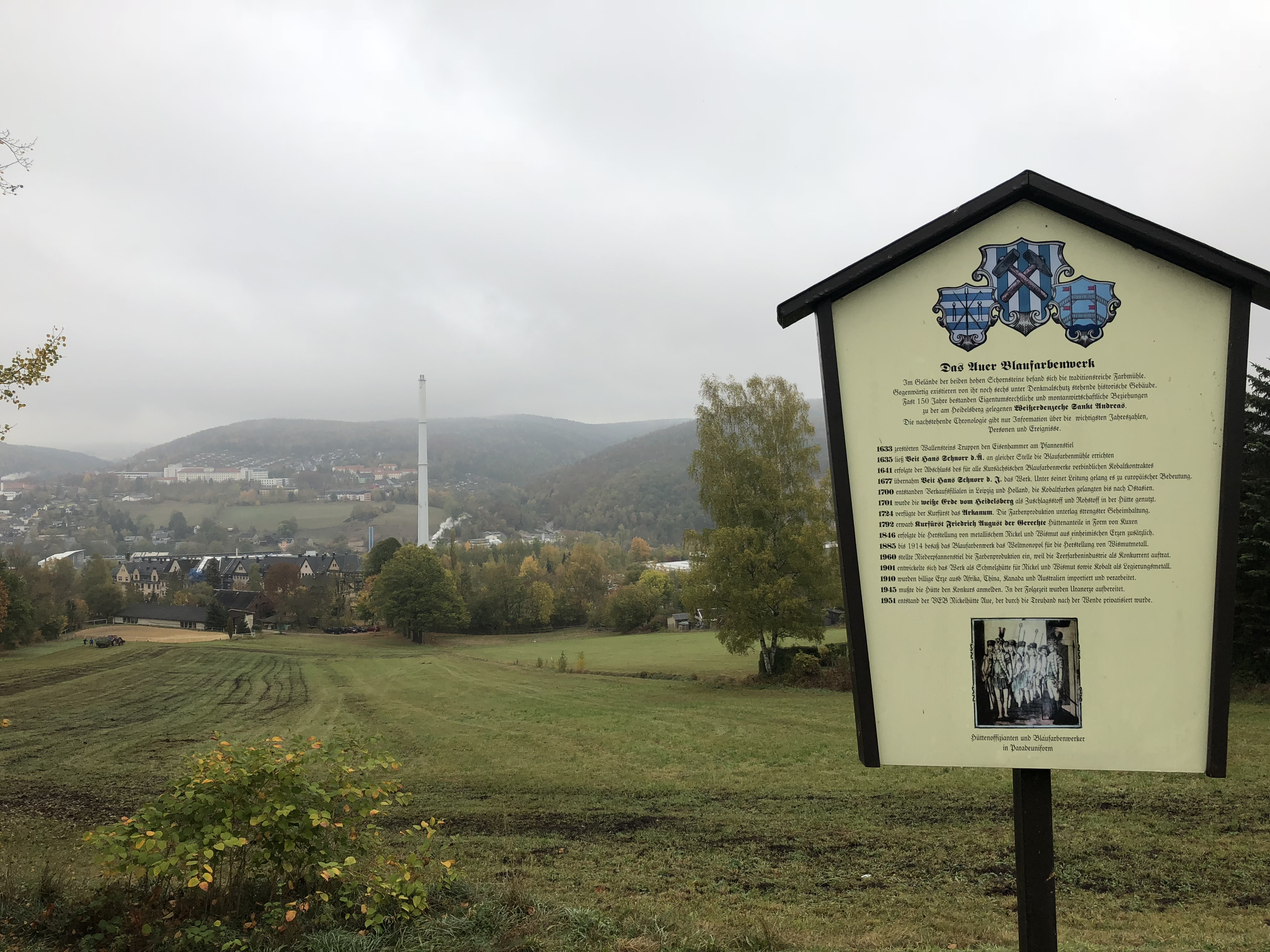
Aussicht zur Nickelhütte Aue

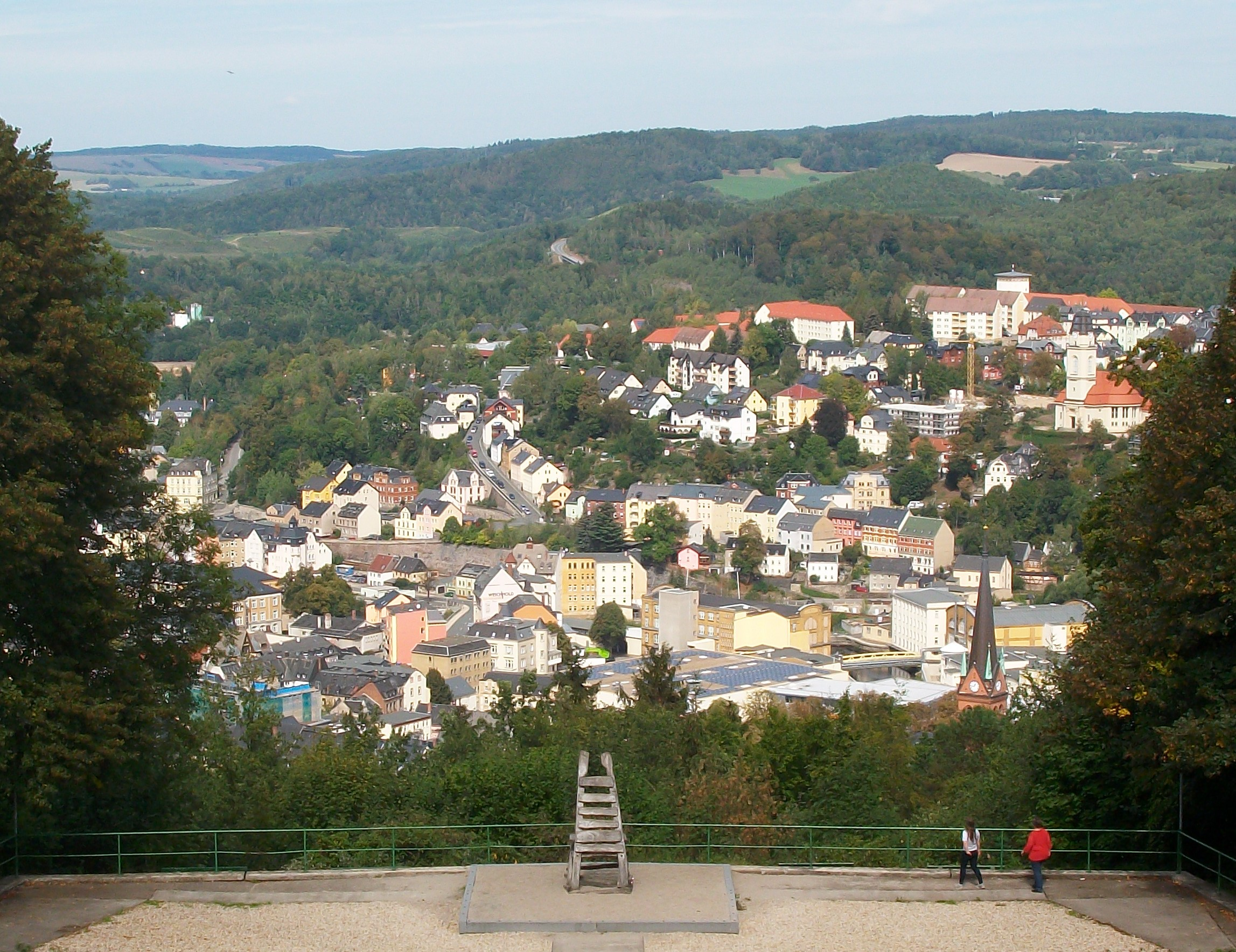
Blick auf Aue

Im Jahre 1661 wurde ein Bierkeller in den Berg getrieben und nach dem Fund eines zinnsteinführenden Zwitterganges wurde ein Fachwerkgebäude errichtet und diente viele Jahre als Huthaus. Jetzt beherbergt das Gebäude das Museum der Stadt Aue.
Durch das einsetzende Berggeschrey siedelten hier mehrere Bergarbeiterfamilien und erhielten Bergfreiheiten. Das Gebiet wird seitdem Auer Bergfreiheit genannt.
Der Lehrpfad führt durch die Siedlung vorbei am Hergertschen Huthaus. Dieses gilt als zweitältestes Huthaus im Auer Bergbaugebiet.
Eine weitere Tafel informiert über das Brünnel an der Bergfreiheit. Schon 1669 wurde der Brunnen mit dem Brunnenhaus errichtet. Das Wasser war sehr klar und wurde über 300 Jahre von den Anwohnern genutzt.
Am Ende der Siedlung biegt der Lehrpfad nach links ab und führt an weiteren Informationstafeln vorbei zum Mundloch des Oberen Vestenburger Stollns. Neben der Kaue erklärt eine große Tafel Lage und Tiefe der vorhandenen Stolln.
Vorbei am Parkschlößchens führt der Lehrpfad weiter an der Irrgänger Fundgrube zum nordöstlichen Grubenfeld.
Hier biegt der Lehrpfad nach links in die Alte Johanngeorgenstädter Straße.
Von dieser Straße hat man einen guten Ausblick auf die Ortsteile Nieder- und Oberpfannenstiel und auf die Nickelhütte Aue. Weitere Informationstafeln erklären die Herkunft des Namens Pfannenstiel und das Blaufarbenwerk Aue.
Auf dem Gipfel des Heidelsberges befand sich das Zentrale Grubenfeld. Auf der Infotafel werden die Grubenbaue und Abbaumethoden erklärt.
Über einen Waldweg erreicht man die letzte Etappe des Lehrpfades, die Weißerdenzeche St. Andreas, in der 1698 erstmals „weiße Erde“ (Kaolin) gefunden wurde.
Für den Rückweg empfiehlt sich beim nordöstlichen Grubenfeld, die Parkstraße weiter bis zur Parkwarte zu folgen. Hier hat man eine schöne Aussicht über die Stadt Aue. Durch den Stadtpark gelangt man zum Ausgangspunkt des Lehrpfades.